# ＃学童落ちた

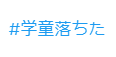
Twitterで実際に表示されるハッシュタグ。

#学童落ちた（がくどうおちた）は、日本においてTwitter等ソーシャル・ネットワーキング・サービス（SNS）上で使用されるハッシュタグであり、小学校の学童保育の利用審査に落選した主に保護者が投稿したものである。
同国においては2016年に、保育園の待機児童問題に関するブログ記事「保育園落ちた日本死ね!!!」が話題となったが、「学童落ちた」ハッシュタグはその7年後、2023年に話題になり、3月10日にはTwitterのトレンド入りする事態となった。「仕事辞めなければ」「ある意味異次元」などとも投稿されており、共働き家庭などからの悲痛な訴えとなっている。政府は「学童保育について質・量、両面から強化を進め」、「早期に学童保育における待機児童解消を図っていきたい」と表明しているが、縦割り行政の弊害も指摘されている。

## 学童待機問題
公設学童では、その利用の可否に行政の書類審査や面接などが行われる。その審査結果は2月ごろに出ることが多く、「学童落ちた」ハッシュタグはこの時期によく投稿される。
厚生労働省によると、2022年5月時点で学童の空きを待つ「待機児童」は日本全土で1万5000人を超えている。共働き家庭が増加する中で学童のニーズが高まる一方、施設や人手の確保が上手くいっていない状況がある。